# Adão cromossomial-Y

Cromossomo Y de uma árvore filogenética com os principais ramos representados por haplogrupos de DNA-Y.

Em genética humana, o Adão cromossomial-Y (Y-MRCA, do inglês, Most Recent Common Ancestor) é definido como o ancestral comum mais recente (MRCA) de quem todas as pessoas vivas são descendentes patrilinearmente (que remonta apenas ao longo das linhas paternais ou masculinas de sua árvore de família). Um artigo de 2013 relatou que Y-cromossomal Adão viveu cerca de 338.000 anos atrás. Esse estudo também mostrou confiança de 95% que o Y cromossomal Adão viveu entre 237.000 e 581.000 anos atrás (desde que não haja erros sistemáticos nos dados) enquanto estudos anteriores estimaram Y-MRCA tão recente quanto 142.000 ou 60 mil anos atrás.
Todos os seres humanos vivos também são descendentes matrilinear de Eva Mitocondrial que se pensa ter vivido cerca de 200.000 anos atrás. Adão cromossomial-Y e Eva mitocondrial não precisava ter vivido, ao mesmo tempo, nem no mesmo lugar.

## Situando no tempo
O Adão cromossomial-Y provavelmente viveu entre 237 mil e 581 mil anos atrás, julgando pelos estudos do "relógio molecular" e marcador genético. Enquanto seus descendentes certamente tornaram-se parentes próximos, Adão cromossomial-Y e a Eva mitocondrial são separados pelo menos por 30 mil anos, ou possivelmente por mil gerações. Isto é devido às diferenças encontradas nas estratégias reprodutivas de machos e fêmeas.
A mais recente datação do Y-MRCA comparada a mt-MRCA corresponde a uma mais ampla dispersão estatística da distribuição de probabilidade para um homem Paleolítico ter descendentes vivos comparados aqueles de uma mulher do Paleolítico. Enquanto mulheres férteis têm mais ou menos chances igualmente distribuídas de dar à luz um certo número de descendentes férteis, as chances de um homem são maiores, com alguns que não geram nenhuma criança e outros que geram muitos, com múltiplas mulheres. (Esta diferença na variação foi indica primeiramente, no número de descendentes das moscas das frutas, de machos contra fêmeas, por Bateman, 1948.)

## Observação sobre o termo
Adão cromossomial-Y é uma referência ao Adão do Gênesis, mas apenas como metáfora. O nome pode dar a entender que o Adão-Y foi o único homem vivo em seu tempo; o que ele não foi. "Adão-Y" nem mesmo é um único indivíduo fixo e determinado, mas um título que continuamente passa para diferentes indivíduos com o passar do tempo. Quando uma linhagem masculina encerra-se pela morte de seus descendentes, uma mais recente torna-se a nova Y-MRCA. Em tempos de rápido crescimento populacional, as linhas patrilineares são menos propensas a morrer que durante um período de gargalo populacional.